# 赫斯登-佐尔德
赫斯登-佐尔德（荷蘭語：Heusden-Zolder，荷蘭語發音：[ˌɦøːzdə(n) ˈzɔldər]）是比利时弗拉芒大區林堡省哈瑟爾特區的一个市镇，西南与弗拉芒布拉班特省接壤，通行荷蘭語，是弗拉芒社群的一部分，面积53.23平方千米，人口33,406人（2018年1月1日）。该市镇于1977年由原市镇赫斯登和佐尔德合并而成。

## 友好城市
- 法國 埃丹